# نواة هالو

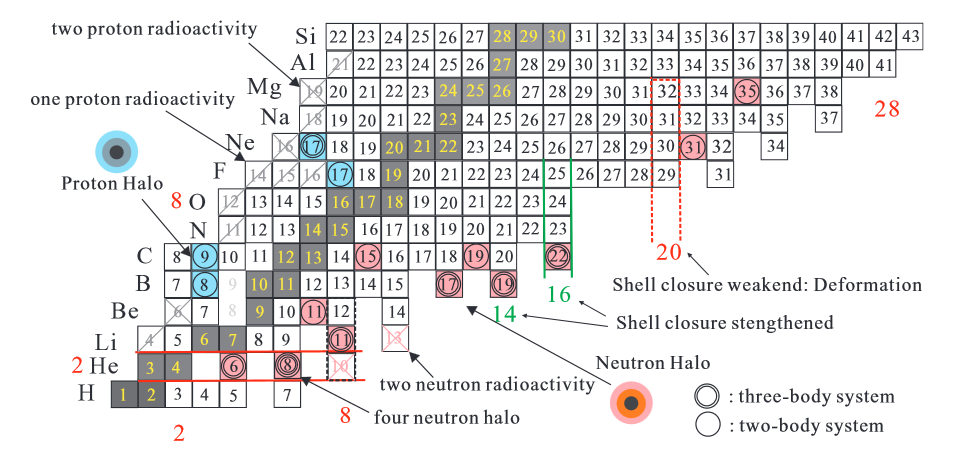

نواة هالو (Halo nucleus) في الفيزياء النوويّة عبارة عن ترتيب داخل نواة الذرة يكون فيه جزء مركزي من النواة محاطاً بجزء ثانوي من بروتونات أو نيوترونات تدور حول الجزء المركزي. نتيجةً لذلك فإنّ الإلكترونات تدور حول النواة المركزيّة بشكل أبعد من النويّات الخارجيّة (نويّات هالو). إنّ نواة هالو لها نصف قطر أكبر ممّا هو متوقّع حسب نموذج القطرة، والذي يكون فيه تقدير نواة الذرّة على أنّها كرة ذات كثافة متجانسة.

## الخصائص
إن النويّات التي لها صفة هالو هذه يكون لها طاقة ارتباط أقل من النويّات المرتبطة بشكل عادي، والتي لها طاقة ارتباط حوالي 5 ميغا إلكترون فولت، وذلك نتيجة بعدها عن باقي النواة. إنّ التآثر القوي، والذي يركّز النويّات داخل النواة، لديه بعد يتراوح بين 2 إلى 3 فيمتومتر، في حين أنّ نصف قطر نواة هالو النيوترونية لنظير البيريليوم 11Be تبلغ 7 فيمتومتر، حيث أنّ نصف القطر النووي هنا تقريباً من قياس نواة النظير رصاص-208 208Pb.
من الأمثلة الأخرى على نواة هالو هي نواة النظير ليثيوم-11، والتي هي نويدة مشعة، يبلغ عمر النصف لها 8.6 ميلي ثانية، وهي تتضمحل إلى البيريليوم-11 بإصدار إلكترون ونقيض النيوترينو.

## قائمة بنظائر معروفة لها نوى هالو
| العدد الذري | الاسم    | عدد نظائر هالو النووية | نظائر هالو النووية        | تركيب هالو          |
| ----------- | -------- | ---------------------- | ------------------------- | ------------------- |
| 2           | هيليوم   | 2                      | هيليوم-6 هيليوم-8         | 2 نيوترون 4 نيوترون |
| 3           | ليثيوم   | 1                      | ليثيوم-11                 | 2 نيوترون           |
| 4           | بيريليوم | 2                      | بيريليوم-11 بيريليوم-14   | 1 نيوترون 4 نيوترون |
| 5           | بورون    | 3                      | بورون-8 بورون-17 بورون-19 | 1 بروتون 2 نيوترون  |
| 6           | كربون    | 2                      | كربون-19 كربون-22         | 1 نيوترون 2 نيوترون |
| 10          | نيون     | 1                      | نيون-17                   | 2 بروتون            |
| 15          | فوسفور   | 1                      | فوسفور-26                 | 1 بروتون            |
| 16          | كبريت    | 1                      | كبريت-27                  | 2 بروتون            |

## روابط خارجية
- http://arxiv.org/abs/0809.2607
- http://www.uni-mainz.de/eng/13031.php
- http://arxiv.org/abs/nucl-ex/0111001v2